# 平齿塘鳢属
平齿塘鳢属（学名：Philypnodon）为塘鱧科下的一个属，是澳大利亚及其周围沿海水域的特有种。

## 下属物种
该属中有两个物种已被确认，但分子研究表明还有另一个未描述的物种，类似于维多利亚朗朗河的赫氏平齒塘鱧（dwarf flathead gudgeon）。
- 大頭平齒塘鱧 Philypnodon grandiceps (J. L. G. Krefft（英语：Gerard Krefft）, 1864) (flathead gudgeon)
- 赫氏平齒塘鱧 Philypnodon macrostomus Hoese & Reader, 2006 (dwarf flathead gudgeon)

## 扩展阅读
- 維基物種上的相關：平齿塘鱧属
- WoRMS数据：http://www.marinespecies.org/aphia.php?p=taxdetails&id=270378 （页面存档备份，存于）